# نمورو، هوکایدو
نمورو در استان هوکایدو در کشور ژاپن واقع شده‌است که دارای جمعیت ۳۰٬۸۸۲ نفر و مساحت ۵۱۲٫۶۳ کیلومتر مربع با تراکم جمعیت ۶۰٫۲ نفر در کیلومترمربع است و در تاریخ ۱ اوت ۱۹۵۷ به عنوان شهر شناخته شد.